# Rośliny homeohydryczne
Rośliny homeohydryczne, rośliny homoiohydryczne – rośliny, których protoplazma znajduje się w stanie ciągłej aktywności pomimo zmian wilgotności otoczenia. Komórki homeohydryczne wywodzą się z komórek zielenic takich jak Characeae. W centrum komórek roślin homeohydrycznych znajduje się duża wakuola. Zawartość wakuoli umożliwia utrzymanie stałego poziomu uwodnienia. W efekcie ewolucji rośliny wytworzyły kutykulę, aparaty szparkowe oraz rozwinęły system korzeniowy umożliwiający stałe pobieranie wody z podłoża. Dzięki sprawnej regulacji gospodarki wodnej rośliny homeohydryczne zwiększyły zdolność do wytwarzania biomasy i stały się dominującymi roślinami na kontynentach. Strategia adaptacyjna polegająca na utrzymywaniu odpowiedniej ilości wody w organizmie jest cechą charakterystyczną roślin naczyniowych.